# Archaeidae
Archaeidae là một họ nhện gồm khoảng 37 loài. Các loài họ này phân bố ở Nam Phi, Madagascar và Australia. 

## Loài
- Archaeinae

- Afrarchaea Forster & Platnick, 1984

- Afrarchaea bergae Lotz, 1996 — South Africa
- Afrarchaea entabeniensis Lotz, 2003 — South Africa
- Afrarchaea fernkloofensis Lotz, 1996 — South Africa
- Afrarchaea fisheri Lotz, 2003 — Madagascar
- Afrarchaea godfreyi (Hewitt, 1919) — South Africa, Madagascar
- Afrarchaea haddadi Lotz, 2006 — South Africa
- Afrarchaea harveyi Lotz, 2003 — South Africa
- Afrarchaea kranskopensis Lotz, 1996 — South Africa
- Afrarchaea lawrencei Lotz, 1996 — South Africa
- Afrarchaea mahariraensis Lotz, 2003 — Madagascar
- Afrarchaea ngomensis Lotz, 1996 — South Africa
- Afrarchaea royalensis Lotz, 2006 — South Africa
- Afrarchaea woodae Lotz, 2006 — South Africa

- Austrarchaea Forster & Platnick, 1984

- Austrarchaea daviesae Forster & Platnick, 1984 — Queensland
- Austrarchaea hickmani (Butler, 1929) — Victoria
- Austrarchaea mainae Platnick, 1991 — Western Australia
- Austrarchaea nodosa (Forster, 1956) — Queensland
- Austrarchaea robinsi Harvey, 2002 — Western Australia

- Eriauchenius O. P.-Cambridge, 1881

- Eriauchenius bourgini (Millot, 1948) — Madagascar
- Eriauchenius cornutus (Lotz, 2003) — South Africa
- Eriauchenius gracilicollis (Millot, 1948) — Madagascar
- Eriauchenius jeanneli (Millot, 1948) — Madagascar
- Eriauchenius legendrei (Platnick, 1991) — Madagascar
- Eriauchenius pauliani (Legendre, 1970) — Madagascar
- Eriauchenius ratsirarsoni (Lotz, 2003) — Madagascar
- Eriauchenius tsingyensis (Lotz, 2003) — Madagascar
- Eriauchenius vadoni (Millot, 1948) — Madagascar
- Eriauchenius workmani O. P.-Cambridge, 1881 — Madagascar

- Jurarchaeinae Eskov, 1987 † (fossil)

- Jurarchaea Eskov, 1987 †

- Jurarchaea zherikhini Eskov, 1987 †